# جادوگر چپ‌روی
جادوگر چپ‌روی (نام علمی: Arnoglossus scapha) نام یک گونه از سرده سوخته‌ماهی است.